# Fasching (film 1939)
Fasching è un film del 1939 diretto da Hans Schweikart.

## Produzione
Le riprese del film, che fu prodotto dalla Bavaria Filmkunst GmbH di Monaco, furono girate nella città bavarese, con alcune scene ambientate e girate nel locale Deutsches Theater.

## Distribuzione
Distribuito dalla Bavaria-Filmkunst Verleih, fu presentato a Monaco il 14 settembre 1939. A Berlino, venne proiettato il 12 gennaio 1940.